# Dinara Kuldaschewna Assanowa
Dinara Kuldaschewna Assanowa (russisch Динара Кулдашевна Асанова) (* 24. Oktober 1942 in Bischkek, Kirgisische SSR; † 4. April 1985 in Murmansk, Sowjetunion) war eine sowjetisch-kirgisische Filmregisseurin. Bekannt wurde Assanowa mit Der Specht kennt keine Kopfschmerzen (1975), es folgten weitere Filme wie Die Halbstarken (1983), die sie zu einer populären Figur des späten sowjetischen Kinos machten. Ihre Filme behandeln oftmals das Thema der emotionalen und moralischen Turbulenzen des Erwachsenwerdens.

## Leben
Nach dem Schulabschluss 1959 begann Assanowa ihre Filmkarriere als Regieassistenz, Filmeditorin und Schauspielerin beim staatlichen Kirgisfilm-Studio und arbeitete dort von 1960 bis 1962. Während dieser Zeit wirkte sie am Film Schwüle von Larissa Scheptiko mit. Anschließend besuchte sie das Gerassimow-Institut für Kinematographie in Moskau, wo sie im selben Jahrgang wie Michail Romm und Alexander Stolper studierte. Assanowa schloss ihr Studium 1969 ab und wurde 1974 von Lenfilm engagiert, wo sie gleich mit ihrem ersten Spielfilm Der Specht kennt keine Kopfschmerzen sich einen Namen im sowjetischen Kino machte, obwohl sie zu dieser Zeit für ihre chaotischen Arbeitsverhältnisse kritisiert und der Film öfters umgeschnitten wurde, um der Zensur zu entgehen. Der Film wurde schlussendlich in der dritten Qualitätskategorie eingestuft und durfte damit nur in Filmclubs und Kinos in weit entfernten Gebieten der UdSSR gezeigt werden.
Ihr narrativer Fokus auf der turbulenten Zeit des Erwachsenwerdens und ihre unkonventionellen Arbeitsmethoden setzten sich auch in ihren weiteren Filmen wie Ein Schlüssel, den man nicht weitergeben darf (1977) und Die Halbstarken (1983) fort. Letzterer dreht sich um die Geschichte eines selbstlosten Pädagogen, der ein Lager für jugendliche Straftäter gründet. Die Halbstarken wurde von Lenfilm trotz des schwierigen Themas produziert, aber zuerst von der staatlichen Filmbehörde Goskino abgelehnt, da er jugendliche Straftäter in einem zu sanften Licht darstellen würde. Goskino bestand darauf, den Film anders zu schneiden, was 100 weitere Produktionstage zur Folge hatte, aber schlussendlich zur Genehmigung durch die Zensur und zur Aufführung in sowjetischen Kinos führte. Die Halbstarken wurde zu Assanowas größtem kommerziellen Erfolg, der ihr auch einen Staatspreis der UdSSR bescherte.
Ihr letzter fertiggestellter Film mit dem Titel Milyy, dorogoy, lyubimyy, edinstvennyy... erschien 1985 und war im selben Jahr auch im Programm der Internationalen Filmfestspiele von Cannes in der Sektion Un Certain Regard vertreten.
Assanowa starb am 4. April 1985 in Murmansk während Dreharbeiten für den Film Die unbekannte Frau (Originaltitel Neznakomka) an einem Herzleiden. Der Film blieb unvollendet.

## Stil
Assanowas Spielfilme nutzten Improvisation sowohl in Dialogen als auch manchmal im Drehbuch als Stilmittel, was angesichts der strengen Zensur in der Sowjetunion kein einfaches Unterfangen war, visuell ähneln ihre Filme jenen von Dokumentarfilmen. Die Kategorisierung ihrer Filme als Kinderfilme lehnte sie ab, da sie zeigen wollte, dass es keine unterschiedlichen Wahrheiten für unterschiedliche Altersgruppen gäbe. Ihre Arbeitsmethoden am Filmset verlangten oftmals viel von allen Beteiligten, wie sie in ihren Notizbüchern festhielt, und führten auch zu ihrem frühen Tod im Alter von 42 Jahren.

## Filmographie
- 1969: Rudolfio (Kurzfilm)
- 1975: Der Specht kennt keine Kopfschmerzen (Ne bolit golowa u djatla)
- 1977: Ein Schlüssel, den man nicht weitergeben darf
- 1977: Beda
- 1980: Die Frau ist gegangen (Schena uschla)
- 1981: What Did You Chose?
- 1982: The Useless Girl
- 1983: Die Halbstarken (Pazany)
- 1985: Milyy, dorogoy, lyubimyy, edinstvennyy...

## Ehrungen
Assanowa wurde 1980 mit dem Titel des Verdienten Künstlerin Russlands geehrt, sowie dem Staatspreis der UdSSR 1985. In ihrer Heimatstadt Bischkek wurde eine Straße nach ihr benannt. Seit ihrem Tod befassten sich drei Dokumentarfilme mit ihrem Leben und Wirken, darunter Dinara (1988) und Dinara Assanowa (2003).